# Agelanthus
Agelanthus är ett släkte av tvåhjärtbladiga växter. Agelanthus ingår i familjen Loranthaceae.

## Dottertaxa tillAgelanthus, i alfabetisk ordning[1]
- Agelanthus atrocoronatus
- Agelanthus bipartitus
- Agelanthus brunneus
- Agelanthus combreticola
- Agelanthus copaiferae
- Agelanthus crassifolius
- Agelanthus deltae
- Agelanthus dichrous
- Agelanthus djurensis
- Agelanthus dodoneifolius
- Agelanthus elegantulus
- Agelanthus entebbensis
- Agelanthus falcifolius
- Agelanthus flammeus
- Agelanthus fuellebornii
- Agelanthus glaucoviridis
- Agelanthus glomeratus
- Agelanthus gracilis
- Agelanthus guineensis
- Agelanthus heteromorphus
- Agelanthus igneus
- Agelanthus irangensis
- Agelanthus kayseri
- Agelanthus keilii
- Agelanthus krausei
- Agelanthus kraussianus
- Agelanthus lancifolius
- Agelanthus longipes
- Agelanthus lugardii
- Agelanthus microphyllus
- Agelanthus molleri
- Agelanthus musozensis
- Agelanthus myrsinifolius
- Agelanthus natalitius
- Agelanthus nyasicus
- Agelanthus oehleri
- Agelanthus pennatulus
- Agelanthus pilosus
- Agelanthus platyphyllus
- Agelanthus polygonifolius
- Agelanthus prunifolius
- Agelanthus pungu
- Agelanthus rondensis
- Agelanthus sambesiacus
- Agelanthus sansibarensis
- Agelanthus schweinfurthii
- Agelanthus songeensis
- Agelanthus subulatus
- Agelanthus tanganyikae
- Agelanthus terminaliae
- Agelanthus toroensis
- Agelanthus transvaalensis
- Agelanthus uhehensis
- Agelanthus unyorensis
- Agelanthus validus
- Agelanthus villosiflorus
- Agelanthus zizyphifolius